# Shibuya-kei
Sous-genres
Picopop
Shibuya-kei (渋谷系) est un sous-genre musical de la J-pop originaire de Shibuya, l'un des 23 arrondissements spéciaux formant Tokyo, au Japon. Ce style peut être décrit comme un mélange de jazz, pop, et d'electropop.

## Terminologie
Le nom Shibuya (渋谷) est accolé au mot japonais kei (系), qui signifie littéralement « système », mais qui dans ce contexte peut être interprété comme « style ». Le mélange des deux formes Shibuya-kei qui peut donc être approximativement traduit par « style de Shibuya ».

## Histoire
À l'origine, ce terme désignait les groupes Flipper's Guitar, et Pizzicato Five, groupes fortement influencés par le courant musical des yé-yé et par l'un de ses principaux représentants, Serge Gainsbourg. D'autres styles comme le lounge, ou la bossa nova peuvent être cités comme influences. Au fur et à mesure que la popularité de ce genre s'est accrue à la fin des années 1990, le terme « Shibuya-kei » est appliqué à de nombreux autres groupes, tels que Puffy.
Bien que certains artistes aient rejeté ou refusé l'étiquette « Shibuya-kei », le nom est resté et s'est imposé. Le style est encouragé par les magasins locaux comme le HMV Shibuya du Shibuya Center Street, qui ont vendu les disques estampillés « Shibuya-kei » dans la section « musique traditionnelle japonaise ». Enfin, de plus en plus de musiciens non japonais comme le britannique Momus ou les américains Natural Calamity et Phofo sont étiquetés « Shibuya-kei ». En France sont étiquetés Dimitri From Paris avec sa collaboration avec Maki Nomiya pour Merumo ou le groupe Air avec les collaborations avec Beck pour Vagabond et Don't Be Light ou Buffalo Daughter pour Sex Born Poison.

## Artistes représentatifs
Les artistes et groupes représentatifs incluent :
- Aira Mitsuki
- Ami Suzuki
- Belle Epoque
- Buffalo Daughter
- CAPSULE
- Chocolat
- Cibo Matto
- Citrus
- Coba
- Cornelius
- Cosa Nostra
- Dimitri From Paris
- Eel
- Fantastic Plastic Machine
- Kahimi Karie
- Kofta
- Kyary Pamyu Pamyu
- Lamp
- MEG
- P-MODEL
- Paris Match
- Perfume
- Pizzicato Five
- Sucrette
- tofubeats
- Towa Tei
- Vanilla Beans
- Yasutaka Nakata
- YMCK